# AD Ramonense
Asociación Deportiva Ramonense, znany powszechnie jako Ramonense – kostarykański klub piłkarski z siedzibą w mieście San Ramón, w prowincji Alajuela. Został założony 5 kwietnia 1953. Domowe mecze rozgrywa na Estadio Guillermo Vargas Roldán, mogącym pomieścić 5,000 widzów. Zespół występuje w Segunda División de Costa Rica (drugi poziom rozgrywek).

## Osiągnięcia

### Krajowe
- Segunda División de Costa Rica
  - Zwycięstwo (4x): 1967, 1992, 2003, 2008

## Historia
Zespół został założony 5 kwietnia 1953, a w najwyższej klasie rozgrywkowej zadebiutował w 1968 roku przegranym meczem z Saprissą. Do pierwszej ligi drużyna Ramonense awansowała jeszcze czterokrotnie (1992, 2003 i 2008).

## Reprezentanci kraju grający w klubie
| CONCACAF - Michael Barrantes - Alexánder Castro - Rónald Cháves - Luis Gabelo Conejo - Rodrigo Cordero - Jorge Davis - Gerald Drummond - José Pablo Fonseca - Warren Granados - Andy Herrón - Fárlen Ilama - Geovanny Jara - Dexter Lewis - Hugo Madrigal - Luis Martínez - Mauricio Montero - Michael Myers - Fernando Patterson - Michael Rodríguez - Athim Rooper - Alejandro Sequeira - William Sunsing - Julio Viquez - Whayne Wilson - David Quesada - Shane Orio - Reinaldo Anderson |  | CONMEBOL - Alejandro Larrea |  |  |